# Équipe cycliste Verandas Willems-Crelan
Cet article concerne l'équipe continentale professionnelle créée en 2017, pour les autres équipes sponsorisées par Vérandas Willems, voir Équipe cycliste Verandas Willems (homonymie)  ; pour les autres équipes sponsoriées par la banque mutualiste Crelan, voir Crelan.
L'équipe cycliste Verandas Willems est une équipe cycliste professionnelle masculine belge, active en 2017 et 2018, avec le statut d'équipe continentale professionnelle. Elle disparaît à l'issue de la saison 2018.

## Histoire de l'équipe
Créée par Nick Nuyens et Chris Compagnie, et dirigée par Nick Nuyens, elle réunit les sponsors de deux équipes continentales existant en 2016, Verandas Willems (qui sponsorisait l'équipe du même nom) et Crelan (qui sponsorisait Crelan-Vastgoedservice), et obtient le statut d'équipe continentale professionnelle. Elle comprend un groupe de coureurs pour les compétitions sur route, qui comprend douze coureurs dont le leader Timothy Dupont et Stijn Devolder, et un groupe de cyclo-cross, emmené par le champion du monde Wout van Aert,.
L'année 2018 est marquée par les bonnes performances de Wout van Aert sur les classiques flandriennes et la mort de Michael Goolaerts sur Paris-Roubaix. La structure de l'équipe s'arrête à l'issue de cette saison. Une partie de l'équipe fusionne avec la formation néerlandaise Roompot-Nederlandse Loterij, qui est renommée en 2019. Roompot-Charles.

## Principales victoires
- Tour du Limbourg : Wout van Aert (2017)
- Bruges Cycling Classic : Wout van Aert (2017)
- Grand Prix Pino Cerami : Wout van Aert (2017)
- Rad am Ring : Huub Duyn (2017)
- Grand Prix Jef Scherens : Timothy Dupont (2017)
- Tour du Danemark : Wout van Aert (2018)

## Classements UCI
L'équipe participe aux circuits continentaux et principalement à des épreuves de l'UCI Europe Tour. Les tableaux ci-dessous présentent les classements de l'équipe sur les différents circuits, ainsi que son meilleur coureur au classement individuel.
UCI Asia Tour
| Saison | Classement par équipes | Meilleur coureur au classement individuel |
| ------ | ---------------------- | ----------------------------------------- |
| 2018   | 88e                    | Elias Van Breussegem (412e)               |

UCI Europe Tour
| Saison | Classement par équipes | Meilleur coureur au classement individuel |
| ------ | ---------------------- | ----------------------------------------- |
| 2017   | 8e                     | Wout van Aert (11e)                       |
| 2018   | 12e                    | Sean De Bie (38e)                         |

## Effectif en 2018
| Cycliste             | Date de naissance  | Nationalité | Équipe 2017                    |  |
| -------------------- | ------------------ | ----------- | ------------------------------ |  |
| Sean De Bie          | 3 octobre 1991     | Belgique    | Lotto-Soudal                   |  |
| Dries De Bondt       | 4 juillet 1991     | Belgique    | Verandas Willems-Crelan        |  |
| Mathias De Witte     | 29 mars 1993       | Belgique    | Cibel-Cebon                    |  |
| Stijn Devolder       | 29 août 1979       | Belgique    | Verandas Willems-Crelan        |  |
| Huub Duyn            | 1er septembre 1984 | Pays-Bas    | Verandas Willems-Crelan        |  |
| Stan Godrie          | 9 janvier 1993     | Pays-Bas    | Verandas Willems-Crelan        |  |
| Michael Goolaerts    | 24 juillet 1994    | Belgique    | Verandas Willems-Crelan        |  |
| Aidis Kruopis        | 26 octobre 1986    | Lituanie    | Verandas Willems-Crelan        |  |
| Senne Leysen         | 18 mars 1996       | Belgique    | Lotto-Soudal U23               |  |
| Arjen Livyns,        | 1er septembre 1994 | Belgique    | Pauwels Sauzen-Vastgoedservice |  |
| Tim Merlier          | 30 octobre 1992    | Belgique    | Verandas Willems-Crelan        |  |
| Stijn Steels         | 21 août 1989       | Belgique    | Sport Vlaanderen-Baloise       |  |
| David Tanner         | 30 septembre 1984  | Australie   | Verandas Willems-Crelan        |  |
| Wout van Aert        | 15 septembre 1994  | Belgique    | Verandas Willems-Crelan        |  |
| Elias Van Breussegem | 10 avril 1992      | Belgique    | Verandas Willems-Crelan        |  |
| Zico Waeytens        | 29 septembre 1991  | Belgique    | Sunweb                         |  |